# Trapez-Methode
Das implizite Trapez-Verfahren ist ein Verfahren zur numerischen Lösung eines Anfangswertproblems
{\displaystyle y'(t)=f\left(t,y(t)\right),\quad y(t_{0})=y_{0}}
Es lässt sich sowohl den Runge-Kutta-Verfahren als auch den Adams-Moulton-Verfahren zuordnen. Das Trapezverfahren ist A-stabil mit der Besonderheit, dass für die Schwingungsgleichung {\displaystyle y'=\mathrm {i} \alpha y} kein Amplitudenfehler auftritt. Das Verfahren lässt sich aus der Trapezregel herleiten:
{\displaystyle y_{n+1}=y_{n}+{\frac {h}{2}}(f_{n+1}+f_{n})}
mit
{\displaystyle f_{n}\ :=f(t_{n},y_{n}).}

## Herleitung
Für die Herleitung von Einschrittverfahren wird das Anfangswertproblem meist in der zu ihr äquivalenten Integralgleichung umgeformt
{\displaystyle {\begin{aligned}{\dot {y}}&=f(t,y)\,,\qquad y(t_{0})=y_{0}\\\Longleftrightarrow \quad y(t)&=y_{0}+\int _{t_{0}}^{t}f(s,y(s))\,\mathrm {d} s\,.\end{aligned}}}
Nun besteht die Idee bei der impliziten Trapez-Methode eine simple Quadraturformel für das Integral zu benutzen: die Trapezregel. Man approximiert in jedem {\displaystyle k}-ten Schritt den Integranden wie folgt
{\displaystyle \int _{t_{k}}^{t_{k+1}}f(s,y(s))\,\mathrm {d} s\approx {\frac {h}{2}}{\Big (}f(t_{k},y_{k})+f(t_{k+1},y_{k+1}){\Big )}\,.}
Zusammen ergibt dies die Trapez-Methode
{\displaystyle y(t_{k+1})=y(t_{k})+\int _{t_{k}}^{t_{k+1}}f(s,y(s))\,\mathrm {d} s\approx y_{k}+{\frac {h}{2}}{\Big (}f(t_{k},y_{k})+f(t_{k+1},y_{k+1}){\Big )}=:y_{k+1}\,.}

## Lösungsmethode
Zur Lösung dieses, in der Regel nichtlinearen, Gleichungssystems können verschiedene numerische Verfahren genutzt werden. Für das quadratisch konvergente Newton-Verfahren ergibt sich konkret:
{\displaystyle y_{n+1}^{(k+1)}=y_{n+1}^{(k)}-\left(I-{\frac {h}{2}}{\frac {\partial f_{n+1}^{(k)}}{\partial y_{n+1}^{(k)}}}\right)^{-1}\left(y_{n+1}^{(k)}-y_{n}-{\frac {h}{2}}(f_{n+1}^{(k)}+f_{n})\right).}
Man erhält also ein lineares Gleichungssystem
{\displaystyle (I-{\frac {h}{2}}J^{(k)})y_{n+1}^{(k+1)}=-{\frac {h}{2}}J^{(k)}y_{n+1}^{(k)}+y_{n}+{\frac {h}{2}}(f_{n+1}^{(k)}+f_{n}),}
wobei J die Jacobi-Matrix
{\displaystyle J^{(k)}:=\left({\frac {\partial f}{\partial y}}\right)_{n+1}^{(k)}},
{\displaystyle I} die Einheitsmatrix und {\displaystyle k} der Iterationsschritt ist.

## Stabilität
Mit der Testgleichung {\displaystyle y'(t)=\lambda y(t)} bekommt man die Stabilitätsfunktion
{\displaystyle R(z)={\frac {2+z}{2-z}},\quad z=h\lambda \in \mathbb {C} .}
Auf der imaginären Achse {\displaystyle z=i\eta } gilt {\displaystyle |R(i\eta )|=1}, daher ist die Trapezmethode A-stabil.

## Schrittweiteh
Die (variable) Schrittweite kann aus folgender Beziehung berechnet werden:
{\displaystyle \left\vert {\frac {R(h\lambda )}{\mathrm {e} ^{h\lambda }}}-1\right\vert =\delta };
{\displaystyle \delta } bezeichnet den zugelassenen lokalen Diskretisierungsfehler. Der Ansatz {\displaystyle y_{n+1}=y_{n}+{\frac {h}{2}}(f_{n+1}+f_{n})=:R(h\lambda )y_{n}} liefert für die implizite Trapez-Methode
{\displaystyle R(h\lambda )={\frac {2+h\lambda }{2-h\lambda }}}.
Dabei ist {\displaystyle \lambda \,:=\max _{j}{|\lambda _{j}|}} der Betrag des betragsmäßig größten Eigenwerts der Jacobi-Matrix (Spektralradius). Die numerische Bestimmung der Eigenwerte ist sehr zeitaufwendig; für den Zweck der Schrittweitenberechnung ist es im Allgemeinen ausreichend die Gesamtnorm {\displaystyle \lambda =N\cdot \max _{i,j}|a_{ij}|} heranzuziehen, die immer größer oder gleich der Spektralnorm ist. N ist der Rang der Jacobi-Matrix und {\displaystyle a_{ij}} deren Elemente.